# Abbrevikhosara
Abbrevikhosara – wymarły rodzaj owadów z rzędu świerszczokaraczanów i rodziny Megakhosaridae, obejmujący tylko jeden znany gatunek: Abbrevikhosara ovoidea.
Rodzaj i gatunek opisane zostały w 2013 roku przez Daniła Aristowa. Opisu dokonano na podstawie pojedynczej skamieniałości przedniego skrzydła, odnalezionej w pobliżu wsi Isady, na terenie rosyjskiego obwodu wołogodzkiego i pochodzącej z piętra siewierdowinu w permie.
Owad ten miał przednie skrzydło o długości około 15 mm, szerokości 7,3 mm i wypukłym przednim brzegu. Wyposażony w trzy odgałęzienia sektor radialny brał początek w nasadowej ćwiartce skrzydła, a pole kostalne na wysokości tego miejsca było tak szerokie jak subkostalne. Pole intermedialne było rozszerzone, a interradialne w nasadowej połowie skrzydła zwężone. Tylna żyłka medialna była nierozgałęziona, natomiast przednia miała cztery odgałęzienia zaczynające się za połową skrzydła. Trzy odgałęzienia prostej przedniej żyłki kubitalnej były ostro zakrzywione w miejscach styku z żyłkami poprzecznymi.